# Michail Timofejevič Romanov
Michail Timofejevič Romanov (rusky Михаил Тимофеевич Романов, bělorusky Міхаіл Цімафеевіч Раманаў, v latinském přepisu: Michaił Cimafiejewicz Ramanau; 17. listopadu 1891 Nižnij Novgorod, Ruské impérium – 3. prosince 1941 koncentrační tábor Hammelburg, Německo) byl důstojník sovětské armády, účastník ruské občanské války, zimní války a II. světové války. Byl jedním z velitelů v bitvě u Mogileva v roce 1941 v hodnosti generálmajora.

## Životopis
Narodil se 17. listopadu (5. listopadu juliánského kalendáře) v roce 1891 ve městě Nižnij Novgorod v Ruském impériu. V roce 1915 začal sloužit v řadách armády ruské říše, v roce 1918 přestoupil do Rudé armády. Zúčastnil se ruské občanské války na bolševické straně a sovětsko-finské války v letech 1939-1940. V roce 1940 obdržel hodnost generálmajora.
Po vypuknutí II. světové války v roce 1941 velel 172. střelecké divizi. Stal se jedním z velitelů obránců běloruského Mogileva proti nacistickým vojskům Třetí říše, která oblehla město. Obranu zřídil z částí své divize a místní lidové domobrany. V průběhu bojů byl vážně zraněn a později zajat jako partyzánský velitel německou armádou. Poté byl přemístěn do německého tábora v Hammelburgu, kde zemřel.

## Vyznamenání a památka
Dne 9. srpna 1941 byl vyznamenaný Řádem rudého praporu. Podle něj byla nazvána také jedna z ulic v Mogilevě.